# Huanchaca (Uyuni)
Huanchaca ist eine Ortschaft im Departamento Potosí im südamerikanischen Andenstaat Bolivien.

## Lage im Nahraum
Die Ortschaft Huanchaca ist die einzige Ortschaft im Kanton Huanchaca im Municipio Uyuni in der Provinz Antonio Quijarro. Der Ort liegt auf einer Höhe von 4067 m an einem Zufluss des episodisch fließenden Río Capillas, der südlich der Stadt Uyuni in den Salzsee Salar de Uyuni mündet.

## Geographie
Huanchaca liegt auf dem bolivianischen Altiplano an dem Westhang der Cordillera de Chichas. Das aride Klima der Region ist ein typisches Tageszeitenklima, bei dem die Temperaturunterschiede zwischen Tag und Nacht deutlicher ausfallen als zwischen den Jahreszeiten.
Die Jahresdurchschnittstemperatur der Region beträgt 9 °C (siehe Klimadiagramm Uyuni), die Monatswerte schwanken zwischen 5 °C im Juni/Juli und gut 11 °C in den Sommermonaten von November bis März. Der Jahresniederschlag erreicht kaum 150 mm, und während acht Monate lang nahezu kein Niederschlag fällt, reicht selbst der Sommerniederschlag mit Monatswerten zwischen 20 und 50 mm kaum für nennenswertes Pflanzenwachstum.

## Verkehrsnetz
Huanchaca liegt in einer Entfernung von 204 Straßenkilometern westlich von Potosí, der Hauptstadt des Departamento.
Von Potosí aus führt die Nationalstraße Ruta 5 nach Südwesten über Porco, Chaquilla, Yura und Ticatica nach Pulacayo und von dort weiter nach Uyuni. In Pulacayo zweigt eine unbefestigte Straße nach Norden ab, welche Huanchaca nach 16 Kilometern erreicht.

## Bevölkerung
Die Einwohnerzahl der Ortschaft ist von 1992 zu 2012 weiter zurückgegangen:
| Jahr | Einwohner | Quelle       |
| ---- | --------- | ------------ |
| 1992 | 74        | Volkszählung |
| 2001 | 0         | Volkszählung |
| 2012 | 30        | Volkszählung |
| 2024 |           | Volkszählung |

Die Region weist einen hohen Anteil an Quechua-Bevölkerung auf, im Municipio Uyuni sprechen 43,4 Prozent der Bevölkerung Quechua.